# 스윙댄스

스윙댄스를 추는 모습 (1939년)

스윙댄스(Swing Dance)는 스윙 음악에 맞추어 즐기는 춤이다.
스윙댄스라는 용어는 보통 1920년대, 1930년대, 1940년대 동안 스윙 형식의 재즈 음악과 함께 발전한 일련의 춤을 일컫는다. 하지만 초기의 스윙댄스는 스윙 재즈 음악보다 앞서 형성돼 있었다. 가장 잘 알려진 스윙댄스는 린디 합(Lindy hop)이다. 할렘을 근거지로 하는 대중적인 파트너 댄스이며, 오늘날까지도 추어지고 있다. 스윙댄스의 대다수가 아프리카계 미국인의 춤으로 시작된 반면, 가령 발보아 같은 많은 형식의 춤들은 앵글로 계 미국인 또는 다른 인종 사회에서 발전됐다.
스윙 재즈는 아프리카계 미국인과 서아프리카 음악과 춤과 관련 되는 당김음으로 된 타이밍에 특징이 있다. 많은 스윙댄서들이 ‘트리플 스텝’과 ‘찰스턴’으로 일컫는 4분음표와 8분음표의 조합이 그것이다. 또한 여전히 이 설명은 리듬이 연주되는 방식에 따라 바뀐다. 구분된 지연 혹은 ‘지연된’이라는 말은 타이밍과 관련있다.
오늘날 스윙댄스는 여러 나라에서 많이 발전되었는데 각각의 발전 배경이 있다. 보통 린디합이 가장 대중적이며 각각의 도시와 나라를 거쳐 약간씩 다르게 선호되는 다양한 댄스로 바뀌기도 하는데 각각의 지역의 스윙댄스는 특유의 지역 문화를 갖고, 스윙댄스와 다른 방식으로 연주하는 적당한 음악을 정의한다.

## 종류
스윙댄스는 스윙 재즈에 맞추어 즐기는 춤을 전체적으로 일컫는 말이며, 스윙댄스는 스타일이나 카운트 등에 따라 다음과 같은 세부적인 종류를 가진다.
- 린디홉(Lindy hop)
- 발보아(Balboa)
- 찰스턴(Charleston)
- 지터벅(Jitterbug)
- 쉐그(Shag)
- 부기우기(Boogie Woogie)
- 웨스트 코스트 스윙(West Coast Swing)
- 이스트 코스트 스윙(ECS)
- 스윙 자이브 (Swing JIVE)

## 같이 보기
- 춤